# Йорма Оянаго
Йорма Оянаго (фін. Jorma Ojanaho, нар. 23 лютого 1970, Фінляндія) — колишній фінський стронгмен. Відомий тим що у 1996 році посів шосте місце у змаганні Найсильніша Людина Світу а також у 1994 виграв змагання Найсильніша Людина Фінляндії.